# Kudajran (Ar-Rakka)
Kudajran (arab. كديران) – miejscowość w Syrii, w muhafazie Ar-Rakka. W 2004 roku liczyła 4697 mieszkańców.